# Heisenberg-Bild
Das Heisenberg-Bild der Quantenmechanik, nach Werner Heisenberg, ist neben dem Schrödinger- und dem Dirac-Bild eine der grundlegenden Formulierungen für den Umgang mit zeitabhängigen Problemen in der Quantenmechanik. Im Gegensatz zum öfter verwendeten Schrödinger-Bild steckt im Heisenberg-Bild die Zeitabhängigkeit nicht in den Zuständen {\displaystyle |\psi \rangle =\mathrm {const.} }, sondern den Observablen {\displaystyle A=A(t)}. Anschaulich gesprochen rotieren im Schrödinger-Bild die Zustände im Zustands(vektor)raum, wohingegen sich im Heisenberg-Bild die Operationen auf dem Vektorraum unter den Zuständen hinweg rotieren. 

## Grundlagen
Ein quantenmechanisches System wird durch seinen Zustandsvektor {\displaystyle |\psi \rangle }, Messgrößen durch Operatoren {\displaystyle A} beschrieben. Die möglichen Messwerte sind die Eigenwerte der Operatoren {\displaystyle A} und die Wahrscheinlichkeit, bei einer Messung im Zustand {\displaystyle |\psi \rangle } einen bestimmten Messwert {\displaystyle a} zu erhalten, ist das Betragsquadrat des Skalarprodukts {\displaystyle |\langle \psi |a\rangle |^{2}}, wobei {\displaystyle A|a\rangle =a|a\rangle }, sodass {\displaystyle |a\rangle } der zum Eigenwert {\displaystyle a} gehörige Eigenvektor ist. Der Erwartungswert einer Messgröße ist {\displaystyle \langle A\rangle =\langle \psi |A|\psi \rangle }.
Alle messbaren physikalischen Größen basieren daher auf Eigenwerten von Operatoren und Skalarprodukten von Zuständen. Jede auf die Zustände und Operatoren simultan angewandte Transformation, die diese Größen unverändert lässt, verändert nur die mathematische Darstellung der Physik, aber nicht die physikalische Wirklichkeit. Transformationen, die dies leisten, heißen unitäre Transformationen {\displaystyle U} mit {\displaystyle UU^{\dagger }=1}.

## Definition
Im Schrödinger-Bild der Quantenmechanik gehorchen Zustände der Schrödingergleichung
{\displaystyle \mathrm {i} \hbar \partial _{t}|\psi _{\mathrm {S} }(t)\rangle =H_{\mathrm {S} }|\psi _{\mathrm {S} }(t)\rangle }
mit dem Hamiltonoperator {\displaystyle H_{\mathrm {S} }}. Die formale Lösung der Schrödingergleichung lautet
{\displaystyle |\psi _{\mathrm {S} }(t)\rangle ={\mathcal {T}}\exp \left(-{\frac {\mathrm {i} }{\hbar }}\int _{t_{0}}^{t}H_{\mathrm {S} }\mathrm {d} t'\right)|\psi _{\mathrm {S} }(t_{0})\rangle }
mit einem frei wählbaren Zeitpunkt {\displaystyle t_{0}}, 
wobei
{\displaystyle {\mathcal {T}}\exp \left(-{\frac {\mathrm {i} }{\hbar }}\int _{t_{0}}^{t}H_{\mathrm {S} }\mathrm {d} t'\right)=U(t,t_{0})}
der unitäre Zeitentwicklungsoperator ist. Für den Erwartungswert eines Operators {\displaystyle A} gilt also
{\displaystyle \langle A\rangle =\langle \psi _{\mathrm {S} }(t)|A_{\mathrm {S} }|\psi _{\mathrm {S} }(t)\rangle =\langle \psi _{\mathrm {S} }(t_{0})|U^{\dagger }(t,t_{0})A_{\mathrm {S} }U(t,t_{0})|\psi _{\mathrm {S} }(t_{0})\rangle }.
Da messbare Größen wie die Erwartungswerte von Observablen in allen Bildern den gleichen Wert haben müssen, definiert man nun:
{\displaystyle |\psi _{\mathrm {H} }\rangle =|\psi _{\mathrm {S} }(t_{0})\rangle ,\qquad A_{\mathrm {H} }=U^{\dagger }(t,t_{0})A_{\mathrm {S} }U(t,t_{0})}
Werden verschiedene Bilder der Quantenmechanik gleichzeitig verwendet, werden die Größen im Heisenberg-Bild in der Literatur oft (wie auch hier) mit einem Index {\displaystyle \mathrm {H} } versehen. 

## Eigenschaften
- Erwartungswerte von Operatoren bleiben unverändert. Diese Eigenschaft wurde oben zur Definition verwendet.
- Skalarprodukte von Zuständen bleiben unverändert:

{\displaystyle \langle \psi _{\mathrm {H} }|\phi _{\mathrm {H} }\rangle =\langle \psi _{\mathrm {S} }(t_{0})|\phi _{\mathrm {S} }(t_{0})\rangle =\langle \psi _{\mathrm {S} }(t)|U^{\dagger }(t_{0},t)U(t_{0},t)|\phi _{\mathrm {S} }(t)\rangle =\langle \psi _{\mathrm {S} }(t)|\phi _{\mathrm {S} }(t)\rangle }
- Kommutatoren von Operatoren bleiben forminvariant:

{\displaystyle {\begin{aligned}\left[A_{\mathrm {H} }(t),B_{\mathrm {H} }(t)\right]&=A_{\mathrm {H} }(t)B_{\mathrm {H} }(t)-B_{\mathrm {H} }(t)A_{\mathrm {H} }(t)\\&=U^{\dagger }(t,t_{0})A_{\mathrm {S} }U(t,t_{0})U^{\dagger }(t,t_{0})B_{\mathrm {S} }U(t,t_{0})-U^{\dagger }(t,t_{0})B_{\mathrm {S} }U(t,t_{0})U^{\dagger }(t,t_{0})A_{\mathrm {S} }U(t,t_{0})\\&=U^{\dagger }(t,t_{0})A_{\mathrm {S} }B_{\mathrm {S} }U(t,t_{0})-U^{\dagger }(t,t_{0})B_{\mathrm {S} }A_{\mathrm {S} }U(t,t_{0})=U^{\dagger }(t,t_{0})(A_{\mathrm {S} }B_{\mathrm {S} }-B_{\mathrm {S} }A_{\mathrm {S} })U(t,t_{0})\\&=U^{\dagger }(t,t_{0})[A_{\mathrm {S} },B_{\mathrm {S} }]U(t,t_{0})\end{aligned}}}

Definiert man also {\displaystyle [A_{\mathrm {S} },B_{\mathrm {S} }]=C_{\mathrm {S} }}, so ist {\displaystyle [A_{\mathrm {H} }(t),B_{\mathrm {H} }(t)]=C_{\mathrm {H} }(t)}.

## Bewegungsgleichungen
Die Bewegungsgleichungen für Zustände im Heisenberg-Bild sind trivial:
{\displaystyle \partial _{t}|\psi _{\mathrm {H} }\rangle =0}
Diese Eigenschaft folgt aus der Definition des Heisenberg-Bildes. 
Die Operatoren folgen der heisenbergschen Bewegungsgleichung
{\displaystyle {\frac {\mathrm {d} A_{\mathrm {H} }}{\mathrm {d} t}}={\frac {1}{\mathrm {i} \hbar }}[A_{\mathrm {H} },H_{\mathrm {H} }]+(\partial _{t}A_{\mathrm {S} })_{\mathrm {H} }}.

### Herleitung
Die heisenbergsche Bewegungsgleichung ist äquivalent zur Schrödingergleichung im Schrödinger-Bild und kann direkt aus dieser hergeleitet werden (zur Vereinfachung der Notation werden die Argumente des Zeitentwicklungsoperators unterdrückt):
{\displaystyle {\frac {\mathrm {d} A_{\mathrm {H} }}{\mathrm {d} t}}={\frac {\mathrm {d} U^{\dagger }}{\mathrm {d} t}}A_{\mathrm {S} }U+U^{\dagger }{\frac {\mathrm {d} A_{\mathrm {S} }}{\mathrm {d} t}}U+U^{\dagger }A_{\mathrm {S} }{\frac {\mathrm {d} U}{\mathrm {d} t}}}.
Da im Schrödinger-Bild die Operatoren nur explizit von der Zeit abhängen können, vereinfacht sich im zweiten Term die totale Zeitableitung zu einer partiellen. Die totale Zeitableitung des Zeitentwicklungsoperators folgt aus der obigen Definition als Lösung der Schrödingergleichung {\displaystyle \mathrm {d} U/\mathrm {d} t={\tfrac {1}{\mathrm {i} \hbar }}H_{\mathrm {S} }U}. Da der Hamiltonoperator selbstadjungiert ist ({\displaystyle H^{\dagger }=H}), ergibt sich nach Einsetzen
{\displaystyle {\frac {\mathrm {d} A_{\mathrm {H} }}{\mathrm {d} t}}=-{\frac {1}{\mathrm {i} \hbar }}U^{\dagger }H_{\mathrm {S} }A_{\mathrm {S} }U+{\frac {1}{\mathrm {i} \hbar }}U^{\dagger }A_{\mathrm {S} }H_{\mathrm {S} }U+U^{\dagger }(\partial _{t}A_{\mathrm {S} })U={\frac {1}{\mathrm {i} \hbar }}U^{\dagger }[A_{\mathrm {S} },H_{\mathrm {S} }]U+U^{\dagger }(\partial _{t}A_{\mathrm {S} })U}.
Aus der Forminvarianz des Kommutators und der Definition der Operatoren im Heisenberg-Bild folgt die Heisenberg-Gleichung.

### Erhaltungsgrößen, abgeschlossene Systeme
Ein nicht explizit zeitabhängiger Operator, der im Heisenberg-Bild mit dem Hamiltonoperator kommutiert, korrespondiert zu einer Erhaltungsgröße, denn dann gilt:
{\displaystyle {\frac {\mathrm {d} A_{\mathrm {H} }}{\mathrm {d} t}}={\frac {1}{\mathrm {i} \hbar }}[A_{\mathrm {H} },H_{\mathrm {H} }]=0}.
Entsprechend ändern sich auch seine Eigenwerte mit der Zeit nicht und da die Zustände im Heisenberg-Bild generell nicht zeitabhängig sind, ändert sich auch sein Erwartungswert nicht.
Insbesondere gilt für den Hamiltonoperator
{\displaystyle {\frac {\mathrm {d} H_{\mathrm {H} }}{\mathrm {d} t}}=\partial _{t}H_{\mathrm {H} }},
der Hamiltonoperator hängt also, wenn überhaupt, nur explizit von der Zeit ab. Für abgeschlossene Systeme ist {\displaystyle \partial _{t}H_{\mathrm {H} }=0} und somit die Energie eine Erhaltungsgröße. In diesem Fall vereinfacht sich der Zeitentwicklungsoperator zu
{\displaystyle U=\exp \left(-{\frac {\mathrm {i} }{\hbar }}H_{\mathrm {S} }(t-t_{0})\right)}
und kommutiert zu jeder Zeit mit dem Hamiltonoperator. Somit ist
{\displaystyle H_{\mathrm {H} }=U^{\dagger }H_{\mathrm {S} }U=U^{\dagger }UH_{\mathrm {S} }=H_{\mathrm {S} }}.

### Ehrenfest-Theorem
Für den Erwartungswert von Observablen gilt nach der heisenbergschen Bewegungsgleichung
{\displaystyle \left\langle {\frac {\mathrm {d} A_{\mathrm {H} }}{\mathrm {d} t}}\right\rangle ={\frac {1}{\mathrm {i} \hbar }}\langle [A_{\mathrm {H} },H_{\mathrm {H} }]\rangle +\langle (\partial _{t}A_{\mathrm {S} })_{\mathrm {H} }\rangle }.
Da im Heisenberg-Bild Zustände zeitunabhängig sind, kann der Erwartungswert sowohl auf der linken Seite als auch im letzten Term auf der rechten Seite an der Zeitableitung vorbei gezogen werden. Da Erwartungswerte nicht vom gewählten Bild abhängig sein können, folgt direkt das Ehrenfest-Theorem
{\displaystyle {\frac {\mathrm {d} \langle A\rangle }{\mathrm {d} t}}={\frac {1}{\mathrm {i} \hbar }}\langle [A,H]\rangle +\langle \partial _{t}A\rangle }.

## Interpretation
Das Schrödinger-Bild der Quantenmechanik ergibt in der Regel die einfacheren Gleichungen, da in diesem Bewegungsgleichungen von Vektoren, im Heisenberg-Bild aber von Operatoren (Matrizen) gelöst werden müssen. Dennoch ist das Heisenberg-Bild näher an der klassischen Physik als das Schrödinger-Bild. Im Heisenberg-Bild interpretiert man den Zustandsvektor {\displaystyle |\psi _{\mathrm {H} }\rangle } als den Träger aller Informationen, die man über das System besitzt. Diese Information verändert sich durch die unitäre Zeitentwicklung des Systems nicht. Bei der Messung einer Observablen ist hingegen relevant, wann die Messung durchgeführt wird. 
Klassisch entspricht einem Zustandsvektor im Heisenberg-Bild die Trajektorie im Phasenraum. Genau wie in der klassischen Physik jeder Bahnkurve eine Trajektorie entspricht (und die Trajektorie keine Informationen über die Zeit enthält), stellt ein Zustand die möglichen Bewegungen in der Quantenmechanik im Zustandsraum dar. Observablen in der klassischen hamiltonschen Mechanik lassen sich als Funktionen auf der Phasenraumtrajektorie beschreiben; {\displaystyle A_{\mathrm {kl} }=A_{\mathrm {kl} }(q,p,t)}.
Zwischen der hamiltonschen Mechanik und dem Heisenberg-Bild wird das Korrespondenzprinzip zwischen klassischer Mechanik und Quantenmechanik deutlich. In der hamiltonschen Mechanik gilt mit der Poisson-Klammer {\displaystyle \{\cdot ,\cdot \}} und der Hamiltonfunktion {\displaystyle H_{\mathrm {kl} }}
{\displaystyle {\frac {\mathrm {d} A_{\mathrm {kl} }}{\mathrm {d} t}}=\{A_{\mathrm {kl} },H_{\mathrm {kl} }\}+\partial _{t}A_{\mathrm {kl} }},
was ein direktes Analogon zur Quantenmechanik liefert, wenn die Poisson-Klammern durch den Kommutator ersetzt werden.